# Système bulgare officiel de translittération des caractères cyrilliques
Le Système bulgare officiel de translittération des caractères cyrilliques (SBOTCC) (en bulgare : Обтекаема система, littéralement « système aérodynamique », c'est-à-dire au sens figuré « simplifié »), a été officiellement adopté par le gouvernement bulgare en 2000,, et 2006, et est devenu la base de la loi bulgare sur la translittération en 2009,.
À la demande des autorités bulgares, ce nouveau système a été adopté par l'ONU en 2012 et, pour l'usage officiel des États-Unis et au Royaume-Uni, par BGN et PCGN en 2013.

## Origines
En partant de l'exigence générée par les usages électroniques actuels (courriels, SMS), le SBOTCC a été créé par l'Institut de mathématiques et d'informatique de l'Académie bulgare des sciences (plus particulièrement par le logicien Lioubomir Ivanov) en 1995 pour la Commission bulgare pour les toponymes antarctiques.
Comme ses équivalents pour d'autres pays utilisant l'alphabet cyrillique, il a pour ambition de répondre aux nécessités pratiques modernes : les téléphones portables à caractères cyrilliques sont rares, les systèmes de courriel en général peu compatibles avec des alphabets autres que le latin. Son ambition politique déclarée est de construire une norme culturelle « élaguée » des anciennes complexités, nuances et finesses, jugées obsolètes, en unifiant les systèmes de translittération et en éliminant les signes diacritiques dans tous les domaines, mêmes extérieurs à l'informatique.

## Principes
Dans ce système, les lettres cyrilliques utilisées en bulgare sont translittérées de la façon suivante en alphabet latin :
| А A | Б B | В V  | Г G  | Д D  | Е E   | Ж ZH | З Z | И I  | Й Y  |
| К K | Л L | М M  | Н N  | О O  | П P   | Р R  | С S | Т T  | У U  |
| Ф F | Х H | Ц TS | Ч CH | Ш SH | Щ SHT | Ъ A  | Ь Y | Ю YU | Я YA |

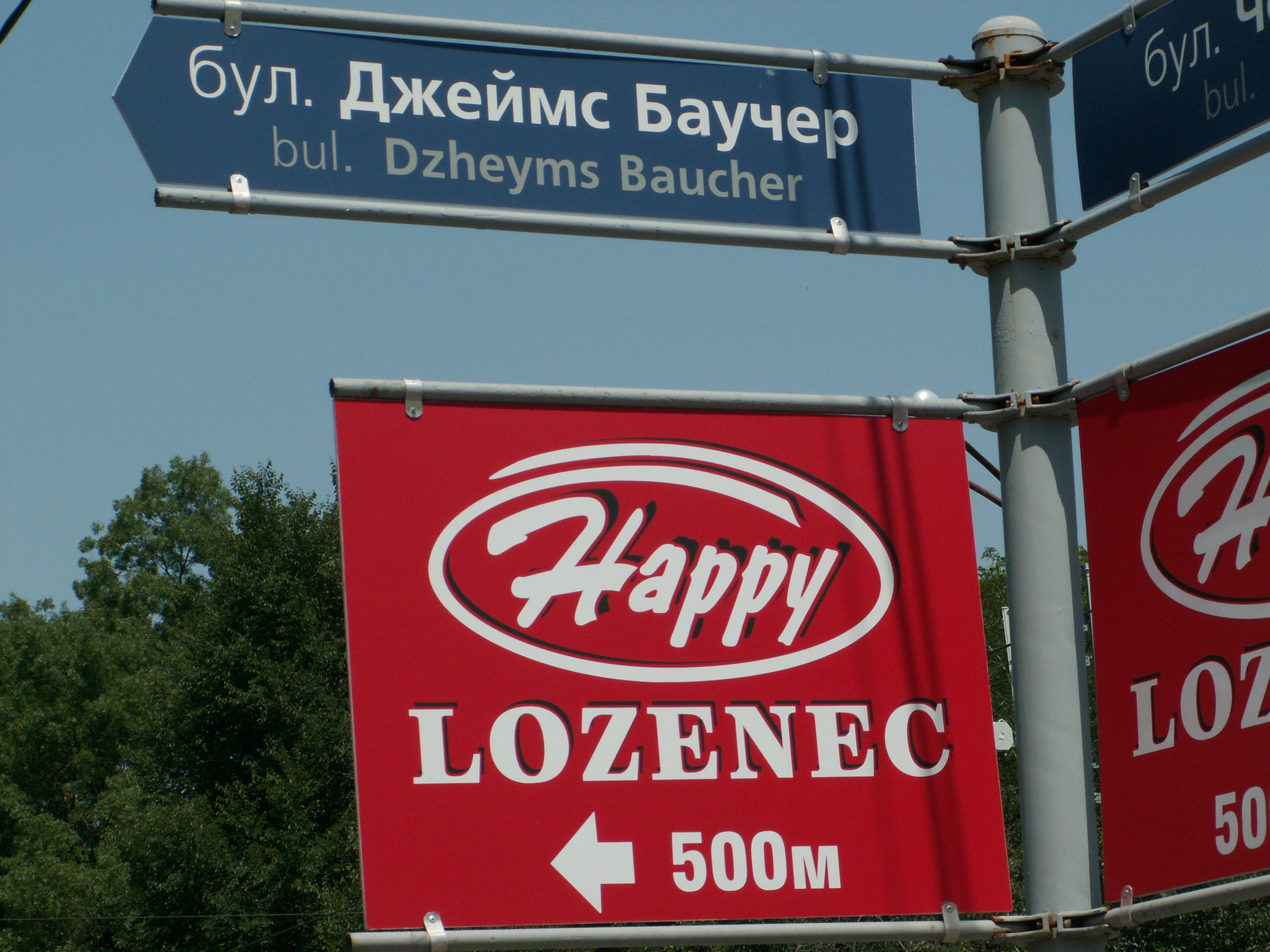
Signalétique à Sofia : le nom du quartier de Lozenets est identifiable, mais pas celui du journaliste irlandais James David Bourchier qui devient Dzheyms Baucher.

En sont exclus les noms d'origine non bulgare comme James Bourchier, Émile de Laveleye et Wellington qui doivent retrouver leur graphie d'origine et ne pas être translittérés Dzheyms Baucher, Emil da Lavle ou Uelingtan. Cependant, dans la pratique courante, les translittérations erronées de noms propres sont nombreuses, y compris dans la signalétique officielle, et les nombreux anglicismes qui sont des noms communs, en acquièrent parfois des graphies étonnantes comme aylaif pour « high-life » ou kompyutar pour « computer ».
Le SBOTCC en Bulgarie est semblable à l'ancien Système BGN/PCGN de 1952 pour la romanisation du bulgare, qui était officiel aux États-Unis et au Royaume-Uni jusqu'en 2013, ainsi qu'au système de la British Academy de 1917. Toutefois, le système BGN/PCGN rendait les lettres cyrilliques Х, Ь et Ъ par KH, ’ (apostrophe) et Ŭ, tandis que le SBOTCC utilise H, Y et A. Il s'agit donc d'une translittération orientée exclusivement vers l'anglais, choisie peu avant des décisions comparables dans d'autres pays utilisant également l'alphabet cyrillique, notamment l'alphabet russe, et l'alphabet ukrainien,.
Selon Benjamin Arenstein : « Les racines internationales du système de romanisation bulgare sont au cœur de l’un des paradoxes les plus déconcertants de la romanisation : une impulsion pour redéfinir et distinguer l’identité nationale tout en garantissant l’accessibilité de cette identité à des groupes extérieurs. En d’autres termes, inculquer au nationalisme un sentiment d’internationalisme. »

## Illustration
Exemple (article 1 de la Déclaration universelle des droits de l'homme). À titre de comparaison, le texte est également donné en translittération scientifique :
| Всички хора се раждат свободни и равни по достойнство и права. Те са надарени с разум и съвест и следва да се отнасят помежду си в дух на братство. |  | Vsichki hora se razhdat svobodni i ravni po dostoynstvo i prava. Te sa nadareni s razum i savest i sledva da se otnasyat pomezhdu si v duh na bratstvo. |  | Vsički hora se raždat svobodni i ravni po dostojnstvo i prava. Te sa nadareni s razum i săvest i sledva da se otnasjat pomeždu si v duh na bratstvo. |

## Réversibilité
Le système n'est pas bijectif, car А, Ж, Й, Ц, Ш, Щ, Ю, Я sont transcrits de la même manière que Ъ, ЗХ, Ь, ТС, СХ, ШТ, ЙУ, ЙА respectivement. L. Ivanov, D. Skordev et D. Dobrev ont proposé une variante auxiliaire et réversible du système « destinée à être employée dans les cas particuliers où la reconstitution exacte des mots bulgares depuis leurs formes latinisées est une priorité »  [sic], utilisant les lettres et combinaisons de lettres cyrilliques suivantes : Ъ, Ь, ЗХ, ЙА, ЙУ, СХ, ТС, ТШ, ТЩ, ШТ, ШЦ représentés par `A, `Y, Z|H, Y|A, Y|U, S|H, T|S, T|SH, T|SHT, SH|T, SH|TS respectivement.

## Contestations

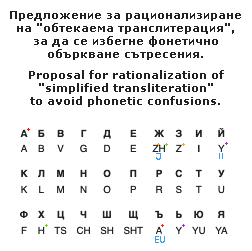
Une des nombreuses tentatives d'améliorer la translittération « aérodynamique » sur une base moins anglaise et plus latine, mais toujours imparfaite pour les anglophones qui lisent eu : « you » et j : « dj ».

Le principal reproche fait au SBOTCC est qu'il ne permet plus de différencier certains mots proches et présente des incohérences, contrairement au système scientifique jadis utilisé par l'ONU. Ainsi, pour le son [ ʒ], le choix de la graphie ‹ zh › (albanaise et anglaise) plutôt que ‹ j › (Zhivkov plutôt que Jivkov), prête à confusion dans des cas comme izhod pour изход (« sortie » : la suite ‹ зх › soit [z] suivi de [ x], est fréquente en bulgare). Et pour le son [ ʃ ], le choix de la graphie ‹ sh › (albanaise et anglaise) plutôt que ‹ ch › (Shumen plutôt que Choumen), prête à confusion dans des cas comme shema pour схема (« schéma »). Enfin, le SBOTCC ne propose aucun signe spécifique pour le caractère ‹ ъ ›, originalité du bulgare dans la famille des langues slaves (translittéré par ‹ ă › dans la translittération scientifique). La proposition consistant à noter le ‹ ъ ›  par ‹ u › (due à l'angliciste Andrej Dančev, 1933-1996 : Turnovo pour Tărnovo, avec un ‹ u › comme dans l'anglais must), était également source de confusions, la lettre ‹ u › étant déjà utilisée pour noter le son [u], en cyrillique ‹ у ›. Le choix final de ‹ a › pour rendre le ‹ ъ › n'est pas plus satisfaisant car il constitue également une source de confusions.
C'est pourquoi, dans le Nouveau dictionnaire orthographique de la langue bulgare, publié en 2002 sous l'égide de l'Académie bulgare des sciences, Valentin Stankov propose de translittérer la lettre ‹ ъ › par ‹ ă ›, ce qui va à l'encontre de la volonté d'éliminer les signes diacritiques dans tous les contextes. Le choix du digramme ‹ ch › pour noter la lettre ‹ ч › ([ t͡ʃ ]) est également la cause d'erreurs particulièrement fréquentes dans la mesure où, dans beaucoup de langues, il n'est pas réalisé [ t͡ʃ ], tandis qu'en anglais (machine, ache), il entre en concurrence avec le trigramme ‹ tch › (kitchen, batch). Enfin, la digramme ‹ zh › (inspirée de l'albanais) pour rendre le son [ ʒ] est inconnue des locuteurs non anglophones et aussi des anglophones non spécialistes des langues slaves.
Pour éviter ces inconvénients, des systèmes de translittération alternatifs ont été proposés, et des auteurs comme Vladi Georgiev se sont opposés à l'adoption du SBOTCC, estimant que ce serait un pas vers l'abolition de l'alphabet cyrillique et que son utilisation est une option culturelle imposée dans l'intention politique déclarée de favoriser l'adhésion de la Bulgarie à l'Organisation du traité de l'Atlantique nord (acceptée en 2004), revenant, à quelques détails près, à imposer une norme administrative américaine dans un pays européen.
Cependant, Ljubomir Ivanov, estimant qu'aucun système n'est parfait et que chacun a ses inconvénients, défend le caractère scientifique de sa démarche et propose même de l'utiliser pour la re-romanisation de l'alphabet phonétique international, jugé par lui « illisible ».

## Applicabilité
Les autorités ont réagi à ces contestations par la loi sur la translittération de 2009 qui rend obligatoire le SBOTCC en Bulgarie, non seulement pour les organes et administrations d'État, mais aussi pour toutes les « personnes juridiques et physiques réalisant et utilisant des translittérations de noms géographiques, de noms de personnalités historiques et de réalités culturelles ainsi que des termes d'origine bulgare, dans leur domaine de compétence scientifique » (article 2, alinéa 3). L'alinéa 5 du même article précise en outre que la loi s'applique aux « personnes qui préparent, éditent ou publient des dictionnaires, encyclopédies, manuels ou ouvrages didactiques, des documents de référence didactiques, publicitaires ou autres ». Ainsi, cette loi s'applique au domaine privé donc à toutes les publications du pays, et prévoit dans son chapitre 4 des dispositions pénales envers les contrevenants (amendes pouvant aller jusqu'à 5 000 levs, soit environ 2 500 euros). Ceci implique concrètement qu'une personne publiant sur le sol bulgare un ouvrage en caractères latins et utilisant par exemple le système de l'ONU de translittération de l'alphabet cyrillique (également appelé « système scientifique de translittération ») peut être poursuivie pénalement.
Une pétition en ligne a été organisée contre cette loi, qui, en pratique, est cependant peu contraignante, car elle entre en contradiction avec une autre loi qui permet aux citoyens bulgares de demander que soit utilisé sur leurs passeports ou cartes d'identité un autre système de translittération, ce dont beaucoup ne se privent pas.
Dans la pratique quotidienne (courriels, affichage, panneaux routiers, etc.), le système officiel n'est d'ailleurs pas toujours utilisé à l'état pur et se trouve souvent mâtiné d'autres graphies. En effet, la dimension politique inhérente à toute option orthographique officielle (le cas d'école étant la Révolution des signes en Turquie) est, par nature, perçue comme une norme imposée et donc contournée.

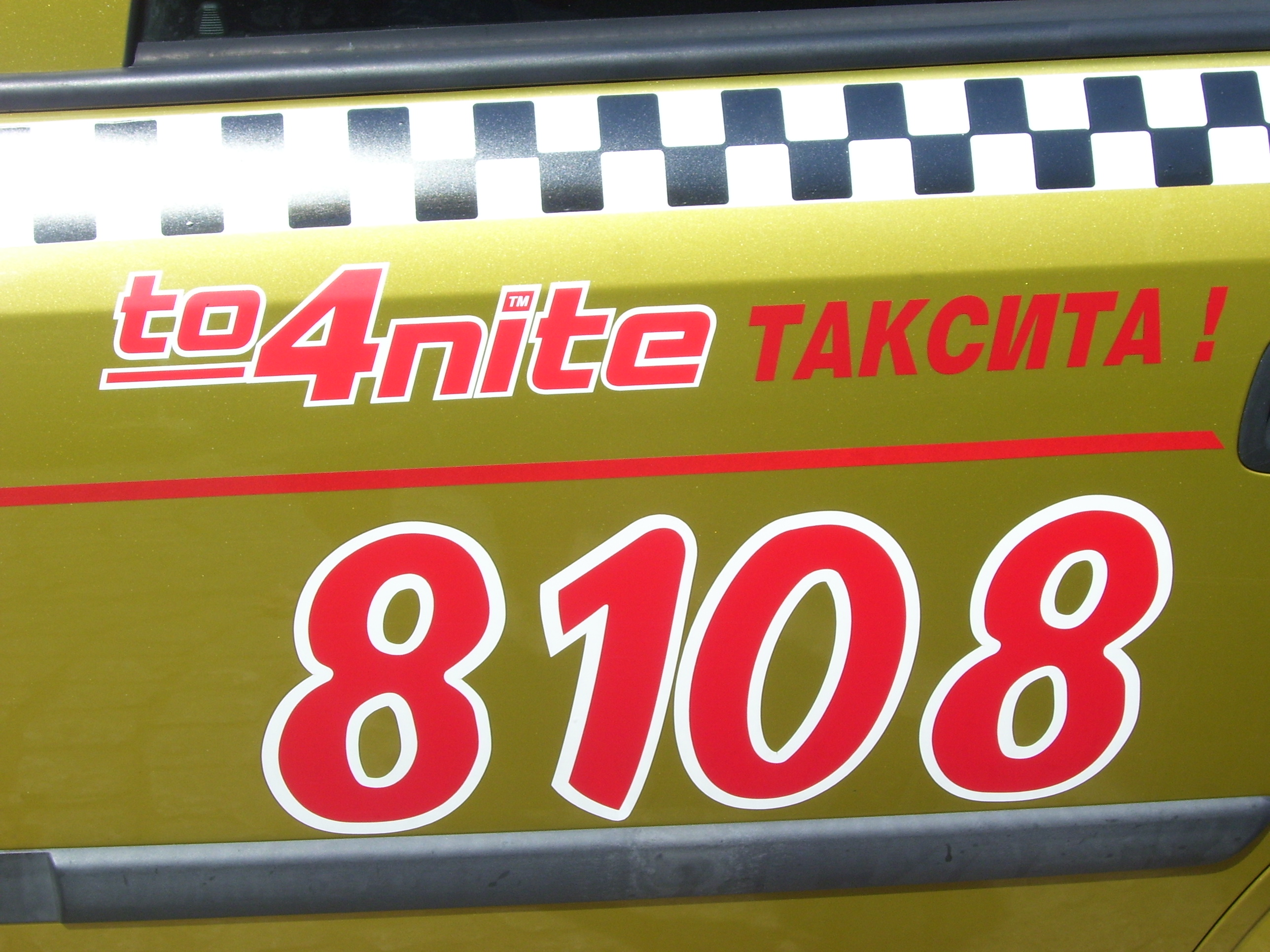
Exemple de « Šljokavica » : точните таксита (« les taxis ponctuels ») latinisé en to4nite таксита (4 = četiri = č)

L'« orthographe SMS » utilisée par les Bulgares, emploie couramment le chiffre 4 (en bulgare četiri) plutôt que le ‹ ch › officiel pour translittérer ‹ ч › (tch), le chiffre 6 (en bulgare šest) plutôt que le ‹ sh › officiel pour translittérer le ‹ ш › (ch), ou la lettre ‹ q › pour translittérer le ‹ я › (ja, ia). Ce type de translittération informelle est surnommé en bulgare bg:Шльокавица (Šljokavica, terme qui désigne dans le langage courant une rakia de mauvaise qualité). Le ‹ ъ › est parfois aussi translittéré ‹ y ›, ce qui, finalement, n'est pas plus illogique que le ‹ a › du système officiel, qui n'utilise le y que sous forme consonantique, sur le modèle du turc (Boyana). La translittération scientifique de ц en c, en particulier dans les combinaisons ци/ci ou цв/cv (еx. : Цветелина/Cvetelina, prénom féminin) reste assez courante dans les pratiques informelles. Au total, même si elles sont considérées comme peu élégantes, les pratiques parallèles de translittération constituent une concurrence non négligeable pour le système officiel. Malgré le risque d'amendes, elles sont fréquentes sur internet, et parfois même utilisées dans la rue.
En tout état de cause, le SBOTCC, même s'il est officiel dans le cadre de l'État bulgare, n'a aucun caractère contraignant pour les langues autres que l'anglais (et même en anglais les publications scientifiques utilisent toujours la norme internationale). Dans un contexte francophone, rien ne l'impose.